# Errigal
Errigal (irski: An Earagail) je 751 metar visoka planina u Irskoj.

## Položaj
Errigal je dio planinskog kraja Derryveagh u okrugu Donegal u sjeveroistočnoj Irskoj.

## Opis
Najviši je vrh Derryveagha, županije Donegal, te je 76. najviši vrh u Irskoj.  Errigal je najjužniji, najoštriji i najviši planinski lanac iz skupine "Sedam sestri". Sedam sestari uključuje Muckish, Crocknalaragagh, Aghla Beg, Ardloughnabrackbaddy, Aghla More, Mackoght i Errigal. U blizini Errigala je Mackoght, koji je također poznat kao Little Errigal (Mali Errigal) ili Wee Errigal (irski: Earagail Bheag).
Planina je poznata po ružičastom sjaju u suton koji daje kvarcit.